# Dirk Balthaus
Dirk Balthaus (Oberhausen, 5 juli 1965) is een Duitse jazz-pianist en componist.
Balthaus begon piano te spelen toen hij zes jaar was. Toen hij zestien was ontdekte hij de jazz. In 1986 begon hij een studie aan het conservatorium in Hilversum, docenten waren onder meer Frans Elsen en Rob Madna. Na zijn studie verhuisde hij naar Amsterdam, waar hij nog steeds woont.
In 1994 formeerde hij een kwartet en kwam hij met een goed ontvangen cd, "Tales of the Frog", gemaakt met onder meer Bert Lochs. Met deze Nederlandse trompettist speelt Balthaus tot op de dag van vandaag, zoals van 2009 - 2014 in een trio formatie met de Noorse tubaïst Daniel Herskedal. Van dit trio zijn twee Cd's verschenen: Lochs/Balthaus/Herskedal en Choices. Dit trio vond in 2014 zijn voortzetting in het kwartet Braskiri (Cd Killing the Mozzarella).  Balthaus nam verschillende albums als leider op, onder meer een plaat met een trio met daarin drummer John Engels. Ook werkte hij mee aan talrijke producties van onder meer het Millennium Jazz Orchestra, Volker Winck, Léah Kline, Gerlo Hesselink, Karen Vrijburg, Sietske, Eva Kurowski en Simone Honijk. Hij heeft samengespeeld met bijvoorbeeld Benny Golson, Lee Konitz, Ack van Rooyen en Ben Herman. Sinds 2012 bestaat een nauwe samenwerking met het nieuwe Duitse label voor Jazz en klassiek Berthold Records.
Balthaus geeft incidenteel lessen en workshops aan verschillende conservatoria in Nederland en daarbuiten.

## Discografie (selectie)
- Tales of the Frog, Balthaus/Lochs Quartet Acoustic Music, 1994
- The Healing, Dirk Balthaus Sextett Via Records, 1997
- On Children's Grounds, Dirk Balthaus Trio Munich Records, 2002
- Gershwin, Balthaus/Lumij/Grimbegren, Hi5 Records, 2006
- Juzzflirtin , Leah Kline , Theatrics Productions, 2007
- Consolation, Dirk Balthaus Trio Hi5 Records, 2009
- Lochs/Balthaus/Herskedal, MUC, 2009
- Choices, Lochs/Balthaus/Herskedal Berthold Records, 2012
- Pretty Pumps, Millennium Jazz Orchestra, 2010
- Distrust all rules, Millennium Jazz Orchestra, 2011
- Garden of stones, Gerlo Hesselink Quartet, 2013
- Listen to a stranger , Karen Vrijburg Group, , 2013
- Safety Zone, Millennium Jazz Orchestra, 2014
- Where it starts again Sietske , Berthold Records , 2014
- Killing the Mozzarella , Braskiri, Berthold Records, 2015
- From this moment on, Simone Honijk 4-tet, 2017